# Moder (rivière)
Pour les articles homonymes, voir Moder (homonymie).
La Moder [mɔdɛʁ], également appelée Motter ou Mottern, est une rivière française dans le département du Bas-Rhin et un affluent du Rhin.

## Étymologie
Le nom de la rivière vient de Matrae (déesse gauloise des rivières).

## Géographie

### Parcours
La Moder prend sa source sur la commune de Zittersheim dans les Vosges du Nord au lieu-dit « Moderfeld » sur le Grand Mittelberg (alt. 396 mètres). Elle rejoint le Rhin en rive gauche, au sud de Beinheim, après avoir parcouru 82,1 km.

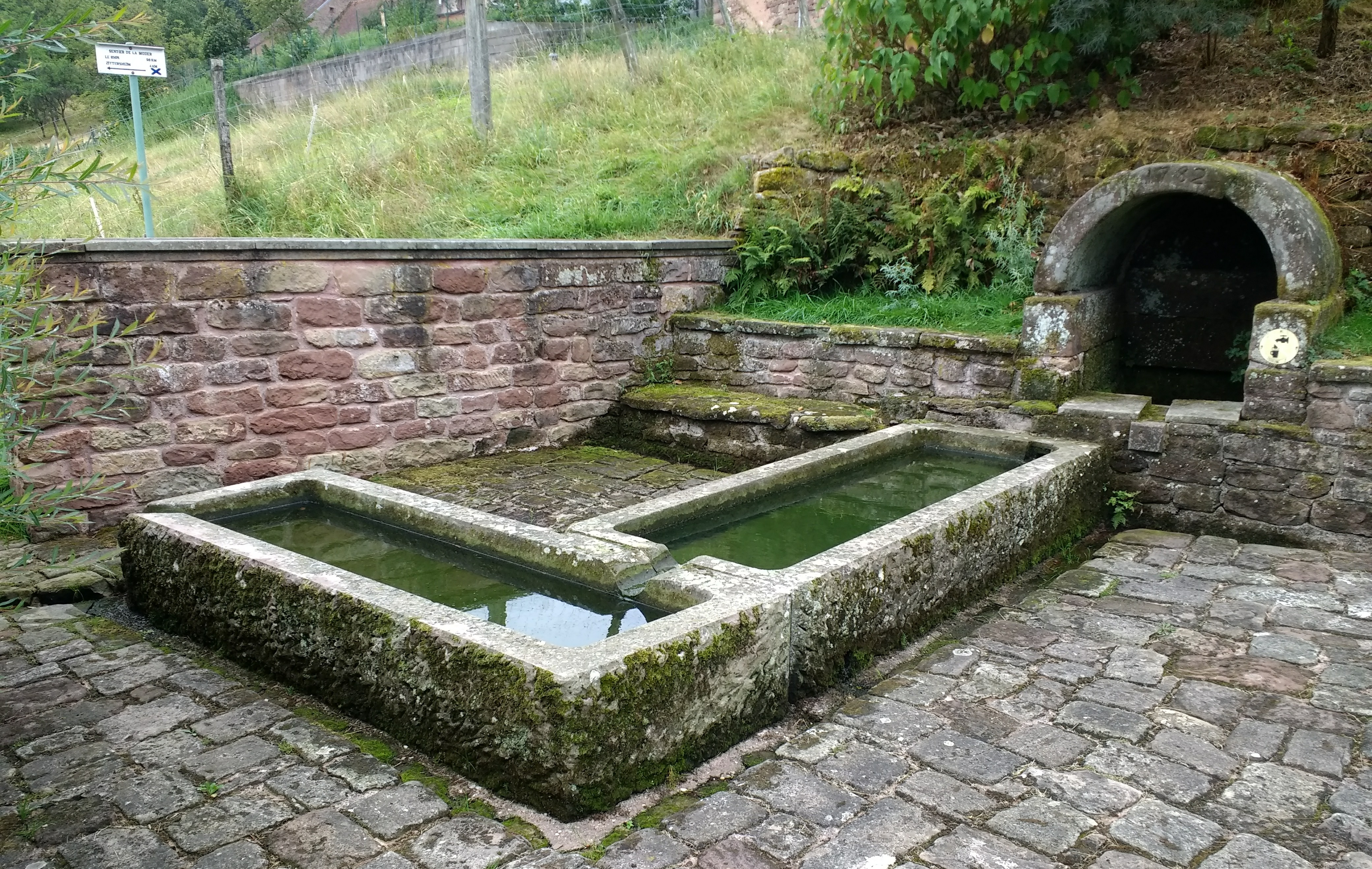
La source au Moderfeld.

La décharge de Weitbruch est située dans le bassin-versant de la rivière.

### Communes traversées
La Moder traverse trente communes.
Communes baignées par la Moder :
- Zittersheim, Wingen-sur-Moder, Wimmenau, Ingwiller, Menchhoffen, Schillersdorf, Obermodern-Zutzendorf, Schalkendorf, La Walck, Pfaffenhoffen, Uberach, Niedermodern, Dauendorf, Ohlungen, Schweighouse-sur-Moder, Haguenau, Kaltenhouse, Oberhoffen-sur-Moder, Bischwiller, Rohrwiller, Herrlisheim, Drusenheim, Sessenheim, Dalhunden, Stattmatten, Auenheim, Fort-Louis, Rœschwoog, Neuhaeusel, Beinheim où elle rejoint le Rhin.

## Affluents
Les principaux affluents de la Moder sont :
- le Rothbach à Val de Moder ;
- la Zinsel du Nord ;
- la Zorn ;
- le Soultzbach à Menchhoffen.

## Folklore
La rivière est réputée être hantée par des enfants volants.

## Barques à fond plat
Recensement au 21 mai 2021
| Village     | Barque OK | Barque coulée | Barque au sol | Total |
| ----------- | --------- | ------------- | ------------- | ----- |
| Auenheim    | 14        | 4             | 1             | 19    |
| Fort-Louis  | 9         | 5             | 1             | 15    |
| Sessenheim  | 3         |               | 1             | 4     |
| Dalhunden   | 3         |               | 1             | 4     |
| Drusenheim  | 2         | 1             |               | 3     |
| Stattmatten | 2         |               | 1             | 3     |
| Total       | 33        | 10            | 5             | 48    |